# Meta-Ontologie
Meta-Ontologie ist das Studium des Forschungsgebiets, das als Ontologie bekannt ist.  Das Ziel der Meta-Ontologie ist es zu klären, worum es in der Ontologie geht und wie die Bedeutung ontologischer Behauptungen zu interpretieren ist. Unterschiedliche meta-ontologische Theorien sind sich uneins darüber, was das Ziel der Ontologie ist und ob eine bestimmte Fragestellung oder Theorie in den Bereich der Ontologie fällt. Es gibt keine allgemeine Einigkeit darüber, ob die Meta-Ontologie ein separates Forschungsgebiet neben der Ontologie darstellt oder ob es sich nur um einen Zweig der Ontologie handelt.
Meta-ontologische Realisten vertreten die Ansicht, dass es objektive Antworten auf die Grundfragen der Ontologie gibt. Nach dem quineanischen Ansatz ist das Ziel der Ontologie zu bestimmen, was existiert und was nicht existiert. Der neo-aristotelische Ansatz behauptet, das Ziel der Ontologie sei es zu bestimmen, welche Entitäten fundamental sind und wie die nicht-fundamentalen Entitäten von ihnen abhängen. Meta-ontologische Antirealisten hingegen bestreiten, dass es objektive Antworten auf die Grundfragen der Ontologie gibt. Ein Beispiel für einen solchen Ansatz ist Rudolf Carnaps These, dass die Wahrheit von Existenzbehauptungen von dem Bezugssystem abhängt, in dem diese Behauptungen formuliert sind.
Der Begriff „Meta-Ontologie“ ist neueren Ursprungs. Er wurde zuerst von Peter van Inwagen verwendet, um Willard Van Orman Quines Kritik an Rudolf Carnaps Metaphysik zu analysieren, in der Quine eine formale Technik zur Bestimmung der ontologischen Verpflichtungen in einem Vergleich von Ontologien einführte.

## Beziehung zur Ontologie
Thomas Hofweber räumt zwar ein, dass die Verwendung des Begriffs umstritten ist, schlägt jedoch vor, dass die Meta-Ontologie neben der Ontologie als deren Metatheorie ein eigenes Untersuchungsfeld darstellt, wenn dies im engeren Sinne verstanden wird. Aber die Ontologie kann auch in dem Sinne weiter gefasst werden, dass sie ihre Metatheorie enthält. Befürworter des Begriffs versuchen, die Ontologie, die untersucht, was es gibt, von der Meta-Ontologie zu unterscheiden, die untersucht, was wir fragen, wenn wir fragen, was es gibt.
Der Begriff der ontologischen Verpflichtung (ontological commitment) ist nützlich, um den Unterschied zwischen Ontologie und Meta-ontologie zu verdeutlichen. Eine Theorie ist ontologisch zu einer Entität verpflichtet, wenn diese Entität existieren muss, damit die Theorie wahr ist. Die Meta-ontologie interessiert sich unter anderem dafür, was die ontologischen Verpflichtungen einer bestimmten Theorie sind. Für diese Untersuchung ist es nicht wichtig, ob die Theorie und ihre Verpflichtungen wahr oder falsch sind. Die Ontologie hingegen interessiert sich unter anderem dafür, welche Entitäten existieren, d. h. welche ontologischen Verpflichtungen wahr sind.

## Positionen

### Realismus
Der meta-ontologische Realist geht davon aus, dass es objektive Antworten auf die Grundfragen der Ontologie gibt. Neuere Arbeiten im meta-ontologischen Realismus lassen sich grob in zwei Ansätze unterteilen: den neo-aristotelischen Ansatz und den quineanischen Ansatz.

#### Quineanischer Ansatz
Nach dem quineanischen Ansatz ist das Ziel der Ontologie zu bestimmen, was existiert und was nicht existiert. Quine selbst entwickelte eine spezifische Version dieses Ansatzes, die sich auf die Logik erster Stufe und bereits existierende wissenschaftliche Theorien stützt, um Existenzfragen zu beantworten. Zu diesem Ansatz gehört die Übersetzung dieser Theorien in Formeln der Logik erster Ordnung. Ihre ontologischen Verpflichtungen werden dann aus den in den Formeln verwendeten Existenzquantoren abgelesen.
Eine Idee hinter diesem Ansatz ist, dass wissenschaftliche Theorien unsere beste Vermutung darüber sind, was wahr ist. Aber damit sie wahr sind, sollte es etwas geben, das sie wahr macht: ihre Wahrmacher. Die Existenzquantoren dienen als Leitfaden für die Wahrmacher.
Ein anderer Ansatz zur Beantwortung von Existenzfragen wird von Amie L. Thomasson vorgeschlagen. Ihr einfacher Ansatz zur Ontologie (easy approach to ontology) unterscheidet sich von Quines Ansatz dadurch, dass er sich auf den gesunden Menschenverstand statt auf die Wissenschaft stützt. Der Ansatz ist einfach, da er normalerweise von sehr trivialen Prämissen des gesunden Menschenverstandes ausgeht. Zum Beispiel kann ein einfaches Argument für die Existenz von Zahlen in der Philosophie der Mathematik folgendermaßen gemacht werden. Fünf Bücher liegen auf dem Tisch. Die Zahl der Bücher auf dem Tisch ist also fünf. Daher gibt es Zahlen. Thomassons Ansatz unterscheidet sich von Quines nicht nur bezüglich ihrer Haltung zum gesunden Menschenverstand, sondern auch hinsichtlich ihrer Darstellung der Quantifizierung.

#### Neo-aristotelischer Ansatz
Hauptartikel -> Neo-aristotelisches Paradigma
Nach dem neo-aristotelischen Ansatz ist das Ziel der Ontologie zu bestimmen, welche Entitäten fundamental sind und wie die nicht-fundamentalen Entitäten von ihnen abhängen. Der Begriff der Fundamentalität wird üblicherweise im Sinne des metaphysischen Gründens definiert. Fundamentale Entitäten unterscheiden sich von nicht-fundamentalen Entitäten, weil sie nicht in anderen Entitäten gründen. Beispielsweise wird manchmal angenommen, dass Elementarteilchen fundamentaler sind als die makroskopischen Objekte (wie Stühle und Tische), die sie bilden. Dies ist eine Behauptung über das Begründungsverhältnis zwischen mikroskopischen und makroskopischen Objekten. Ein Neo-Aristoteliker würde diese Behauptung als eine ontologische Behauptung kategorisieren.
Aristoteles selbst war auch „neo-aristotelisch“ in dem Sinne, dass er der Auffassung war, dass Entitäten aus verschiedenen ontologischen Kategorien unterschiedliche Grade an Fundamentalität aufweisen. Beispielsweise haben Substanzen den höchsten Grad an Fundamentalität, weil sie in sich selbst existieren. Eigenschaften hingegen sind weniger fundamental, weil sie für ihre Existenz von Substanzen abhängen.
Jonathan Schaffers Prioritätsmonismus (priority monism) ist eine neuere Form der neo-aristotelischen Ontologie. Er vertritt die These, dass es auf der fundamentalsten Ebene nur ein Ding gibt: die Welt als Ganzes. Diese These leugnet nicht unsere Intuition des gesunden Menschenverstands, dass die verschiedenen Objekte, denen wir in unseren alltäglichen Angelegenheiten begegnen, wie Autos oder andere Menschen, existieren. Sie bestreitet nur, dass diese Objekte die fundamentalste Form der Existenz haben.

#### Vergleich
Laut Schaffer besteht ein wichtiger Unterschied zwischen den beiden Ansätzen darin, dass der quineanische Ansatz zu einer flachen Ontologie (flat ontology) führt, während der neo-aristotelische Ansatz zu einer geordneten Ontologie (ordered ontology) führt. In einer flachen Ontologie gibt es keinen Fundamentalitätsunterschied zwischen den verschiedenen Objekten: Sie befinden sich alle auf der gleichen Ebene. In einer geordneten Ontologie hingegen sind die Entitäten Teil einer komplexen hierarchischen Struktur mit unterschiedlichen Ebenen. Die höheren Ebenen dieser Struktur gründen in den grundlegenderen Ebenen. Schaffer unterscheidet auch eine dritte Art der Ontologie, die er sortiert nennt. Sortierte Ontologien (sorted ontology) klassifizieren Entitäten in verschiedene exklusive ontologische Kategorien. Aber diese Klassifizierung bringt keine hierarchischen Beziehungen zwischen den Entitäten der verschiedenen Kategorien mit sich.
Es wurde argumentiert, dass der Neo-Aristotelismus keine echte Alternative zum Quineanismus ist. Theorien in der Ontologie können also Elemente aus beiden Ansätzen kombinieren, ohne inkonsistent zu werden.

### Antirealismus
Der meta-ontologische Antirealist vertritt die Ansicht, dass es keine objektiven Antworten auf die Grundfragen der Ontologie gibt. Ein Beispiel für einen solchen Ansatz ist Rudolf Carnaps These, dass die Wahrheit von Existenzbehauptungen von dem Bezugssystem abhängt, in dem diese Behauptungen formuliert sind. Die Wahl zwischen den Bezugssystemen wird von pragmatischen Überlegungen geleitet, aber es gibt keine eindeutige Tatsache darüber, welches Bezugssystem richtig ist. Quine widersprach seinem Lehrer Carnap in diesen Punkten, was zur Carnap-Quine-Debatte führte. Amie L. Thomasson fasst die Meinungsverschiedenheit, die dieser Debatte zugrunde liegt, zusammen unter Bezugnahme auf die Unterscheidung „zwischen Existenzfragen, die unter Verwendung eines sprachlichen Bezugssystems gestellt werden, und Existenzfragen, die irgendwie gestellt werden sollen, ohne diesen Regeln zu unterliegen – gestellt, wie Quine es ausdrückt 'vor der Annahme der gegebenen Sprache'“. Carnap bezeichnet diese Unterscheidung als die intern-extern Unterscheidung.